# Balada
Balada proizlazi iz okcitanskog jezika balar („plesati“, iz lat. ballare „plesati“, starogrčki ballein „bacati, pokretati, kretati se“) izvorno označava južnofrancuske srednjovjekovne trubadurske plesne epske i lirske pjesme.
Radnja se najčešće bavila kršenjem moralnih načela po kojima neizbježno slijedi kazna. Izvorne narodne balade su se posebice bavile temama iz legendi, gdje su junaci s nadnaravnim moćima. Na kraju junaci umiru ili imaju blizak susret sa smrti (imaju tragičan rasplet). Od kasnog 18. stoljeća balade se obično bave socijalnim temama. Balada je obično duža usmena prijelazna književna vrsta koju karakterizira istovremena prisutnost epskih i lirskih elemenata, iskazanih često na dramatičan način. Radnja balade duboko je prožeta emocijama. Najčešće teme balade su: djevojka zle sreće, dvoje zaljubljenih kojih je smrt rastavila, nesretni supružnici i roditelji, sukobi u porodici...